# Jeux méditerranéens de 1963
Navigation
Beyrouth 1959 Tunis 1967
Les 4es Jeux Méditerranéens sont organisés du 21 au 29 septembre 1963 à Naples en Italie.
L'Italie qui s'était bien préparé pour ce rendez-vous a dominé les compétitions en remportant 42 médailles d'or sur 93 attribuées, grâce notamment à ses boxeurs (8 titres), ses athlètes (8 titres) et ses cyclistes (5 titres).
La Turquie a obtenu 10 médailles d'or en lutte.
Les Jeux ont, par ailleurs, été illuminés par les performances du Tunisien Mohammed Gammoudi (vainqueur du 5 000 m et du 10 000 m) et du marathonien marocain Béchir Ben Aissa qui a conservé son titre avec 10 minutes d'avance sur ses adversaires.

## Participation
Les jeux de Naples ont vu, le retour de la Syrie, et la première médaille de Monaco (3e en voile, catégorie Snipe).
Seul Malte n'a remporté aucune médaille parmi les pays participants.

## Discipline
- Athlétisme
- Aviron
- Basket-ball
- Boxe
- Cyclisme
- Escrime
- Football
- Gymnastique artistique
- Hockey sur gazon
- Lutte
- Natation
- Plongeon
- Tennis
- Tir
- Voile
- Volley-ball masculin
- Water-polo

## Tableau des médailles
| Rang | Délégations | Médaille d'or | Médaille d'argent | Médaille de bronze | Total |
| 1er  | Italie      | 32            | 21                | 16                 | 69    |
| 2e   | Turquie     | 10            | 3                 | 4                  | 17    |
| 3e   | France      | 8             | 14                | 8                  | 30    |
| 4e   | Yougoslavie | 6             | 8                 | 8                  | 22    |
| 5e   | Égypte      | 5             | 13                | 9                  | 27    |
| 6e   | Espagne     | 4             | 4                 | 12                 | 20    |
| 7e   | Syrie       | 0             | 1                 | 3                  | 4     |
| 8e   | Tunisie     | 0             | 1                 | 1                  | 2     |
| 9e   | Maroc       | 0             | 0                 | 7                  | 7     |
| 10e  | Grèce       | 0             | 0                 | 5                  | 5     |
| 11e  | Liban       | 0             | 0                 | 1                  | 1     |
| 11e  | Monaco      | 0             | 0                 | 1                  | 1     |